# Abdulla Al-Haji
Abdulla Al-Haji (* 5. Dezember 1990) ist ein ehemaliger katarischer Tennisspieler.

## Karriere
Zwischen 2007 und 2010 spielte Al-Haji nur eine Handvoll professionelle Matches. Dabei profitierte er 2008, 2009 und 2010 jeweils von einer Wildcard bei seinem Heimturnier in Doha. Zudem spielte er 2009 und 2010 auch an gleicher Stelle Doppel. Jedes dieser Turniere endete – genau wie die wenigen anderen Turniere auf niedrigeren Ebenen des Profitennis – mit einer Niederlage in der ersten Runde und ohne einen Satzgewinn. Er konnte sich nie in der Tennisweltrangliste platzieren. Sein letztes Match spielte er 2010.
In der Zeit von 2005 bis 2009 kam Al-Haji auch für die katarische Davis-Cup-Mannschaft zum Einsatz, bei der er eine Bilanz von 4:10 vorzuweisen kann. Nachdem die Mannschaft 2005 noch in der Kontinentalgruppe III gespielt hatte, spielte sie in der Folgezeit eine Ebene tiefer in der Gruppe IV.